# トミーウォーカー
株式会社トミーウォーカーは、北海道札幌市豊平区に本社を置く日本の企業。
テーブルトークRPGの製作やプレイバイウェブ（PBW）の運営を主な業務としている。代表取締役は上村大。

## 沿革
1998年5月7日に設立。
処女作であるPBW版『無限のファンタジア』は2003年7月15日に無料キャラクター登録が開始され、2009年12月25日にサービス終了した。登録キャラクター数75000人を超えるヒット作となった。
無限のファンタジアからエンドブレイカー！まではASH有限会社のASHアカウントを通して課金やログイン管理を行っていた。
第2作『シルバーレイン』は2006年8月10日に無料キャラクター登録が開始され、2012年12月31日にサービス終了した。TYPE-MOONより、こやまひろかずをメインイラストレーターとして迎えた。
第3作『エンドブレイカー!』は2010年1月29日に無料キャラクター登録が開始され、2015年9月30日にサービス終了した。グループSNEとの共同で制作され、左をメインイラストレーターとして迎えた。
第4作『サイキックハーツ』は2012年8月12日に無料キャラクター登録が開始され、2018年12月31日にサービス終了した。富士見書房と業務提携を行い、新井テル子をメインイラストレーターとして迎えた。新たに決済手段として楽天Edy・交通系電子マネー（但しPiTaPaを除く）・携帯キャリア決済等を導入。
以降の作品ではASHアカウントではなく、トミーウォーカーのPBW内で利用できる共通アカウントを利用して課金やログイン管理を行う。
第5作『ケルベロスブレイド』は2015年8月16日に無料キャラクター登録が開始され、2021年12月31日にサービス終了した。ニコニコ動画と業務提携を行い、コンセプトとして『人力RPG』を掲げた。KEIをメインイラストレーターとして迎え、主題歌はれるりりによるオリジナル楽曲『ヘリオライト』。共通アカウントの他にニコニコIDでもログインができた。
第6作『第六猟兵』は2018年12月14日に無料キャラクター登録が開始され、現在運営中。ニコニコとの業務提携第2号として制作。hukeをメインイラストレーターとして迎え、主題歌はユリイ・カノンによるオリジナル楽曲『ユーベルコード』。
第7作『チェインパラドクス』は2021年8月15日に無料キャラクター登録が開始され、現在運営中。今作の運営総指揮は上村ではなく、同社所属の一本三三七が担当している。
第8作『√EDEN（ルートエデン）』は2024年5月3日に発表、事前登録が開始された。2024年12月13日よりサービスを開始。
なお、登記上は1998年5月7日設立であるが、企業としての実質的な活動は2003年6月の無限のファンタジア公開が最初である。それ以前は、1998年頃から2000年頃までにかけて同人サークル「トミーウォーカー ジュニア」として、超能力ロボットRPG「レリックギア」、巻物型ルールブックの「サムライキングダム」等を発表していた。

## トミーウォーカーがPBW業界に与えた影響
- 商業PBWの運営における、イラスト注文サービスの影響力の増大。キャラクターのイラストを注文できるサービス自体は、以前から同業他社にもあった[要出典]（テラネッツ等）が、トミーウォーカーはそれと同等以上の規模でのサービス提供を行った。ある程度実用的なレベルでのイラスト発注コンテンツを持つ企業が複数存在するようになった事で、このサービスが特別珍しいものではなくなり、一度慣れるとイラスト発注ができない他のPBWが物足りなく感じるようになった顧客も少なくないと思われる。この流れに追随してか、これまでイラスト発注コンテンツを持たなかった他社PBWでも、小規模ながらキャラクターイラストの注文サービスを始める所も出てきている。今や、イラスト注文サービスは商業PBWの運営に不可欠のサービスとなり[要出典]、複数の企業に登録しているイラストレーターも珍しくはない。

- NPCのホスト・ホステス化のさらなる進行。PBMが主流だった時代、NPCはTRPGでのそれと同様に、主にシナリオの中心でストーリーの進行に関わる役割を果たす事が多かった。トミーウォーカーの作品でもそれらの役割を担うNPCは存在するが（ゲームマスターではなく、トミーウォーカーがゲーム運営の都合上作成したNPCは「公式NPC」と呼ばれ、多くのプレイヤーから通常NPCとは別格の存在と認識される）、それ以上に特定のシナリオと関わりの無い、PCと同じような立場でPCとの交流を主な役目とする者が多くいる[要出典]。それらのNPCと親密な関係を築く事ができれば、彼らと一緒の場面をイラスト化したり、彼らをPC達の拠点に招いて特別なシナリオを楽しむ事もできる(TW2シルバーレインでは、NPCの勧誘も不要になった)。過去の商業作品においても、広告宣伝のために看板的役割を果たしたNPCはいたが、このようにPCとNPCの「特定シナリオの枠を越えた交流」を推進した企業は珍しい（近年では、トミーウォーカーよりもむしろフロンティアワークスの方がホスト・ホステス路線をより強く推進している）[要出典]。一方で、お気に入りのNPCを担当していたマスターが活動を休止してしまったり、何らかの事情で担当者が交代し、NPCのキャラクター性が全く変わってしまった事で参加意欲を失ってしまうプレイヤーもおり、NPCの適切な管理と運用は重要な課題だと言える。[要出典]

## プロモーション展開
- JR東日本秋葉原駅構内のポスターによる無限のファンタジア（2009年12月いっぱいまで）・エンドブレイカー!（2010年1月から）のプロモーションを行っており、山手線ホームの大型看板によるシルバーレインのプロモーション（イラストは随時入れ替え）を展開している。
- コミックマーケットの時期になると企業ブース出展や東京臨海高速鉄道国際展示場駅構内のポスターや横断幕によるプロモーションを実施している。
- 過去には東京臨海高速鉄道大井町駅構内や天王洲アイル駅構内、新木場駅構内のポスターによる無限のファンタジアのプロモーションを展開してきた。
- 札幌市営地下鉄東豊線の公共マナーステッカーによるシルバーレインのプロモーションを展開している。
- 最近では新交通ゆりかもめ新橋駅構内のポスターによるシルバーレインのプロモーションや秋田書店の少女向けミステリーコミック誌サスペリアミステリーでのプロモーションを展開している。